# Eduard Arens
Eduard Arens (Lippstadt, 1866. január 12. – 1935. szeptember 28.) német irodalomtörténész és gimnáziumi tanár.

## Élete
Apja, Theodor Arens orvos volt. A paderborni Gymnasium Theodorianum tanulója volt, érettségi vizsgáját 1885. március 11-én tette le. Ezután tanárképző főiskolába járt. Tanári vizsgáját 1890. február 6-án tette le, ezév húsvétján a münsteri Realgymnasium-ban kezdett dolgozni. 1891 húsvétján egy éves próbaidőt kezdett a münsteri Paulinum Gymnasium-ban, 1892. április 1-én igazolták az állásra való alkalmasságát. 1893. húsvétjáig itt volt tanársegéd, ezután 1896 húsvétjáig a vredeni rektorátusi iskola tanára volt.
1897 őszéig a Goch melletti püspöki főiskola tanáraként, végül 1898 húsvétjáig a bedburgi akadémia segédtanáraként dolgozott. Első állandó állását a mönchengladbachi gimnáziumban 1898. április 1-én kapta meg, itt vezető tanár lett. 1902. április 1-én az aacheni Kaiser-Karls-Gymnasium-ba ment. 1919. október 1-én visszatért Aachenbe, végül Hördében (1928-tól Dortmund városrésze) telepedett le. Oktatói tevékenysége mellett a Museumsverein Aachen tagja volt. Sosem nősült meg. Ma elsősorban mint Annette von Droste-Hülshoff munkáinak szerkesztője, valamint életrajzírója ismert.

## Válogatott munkái

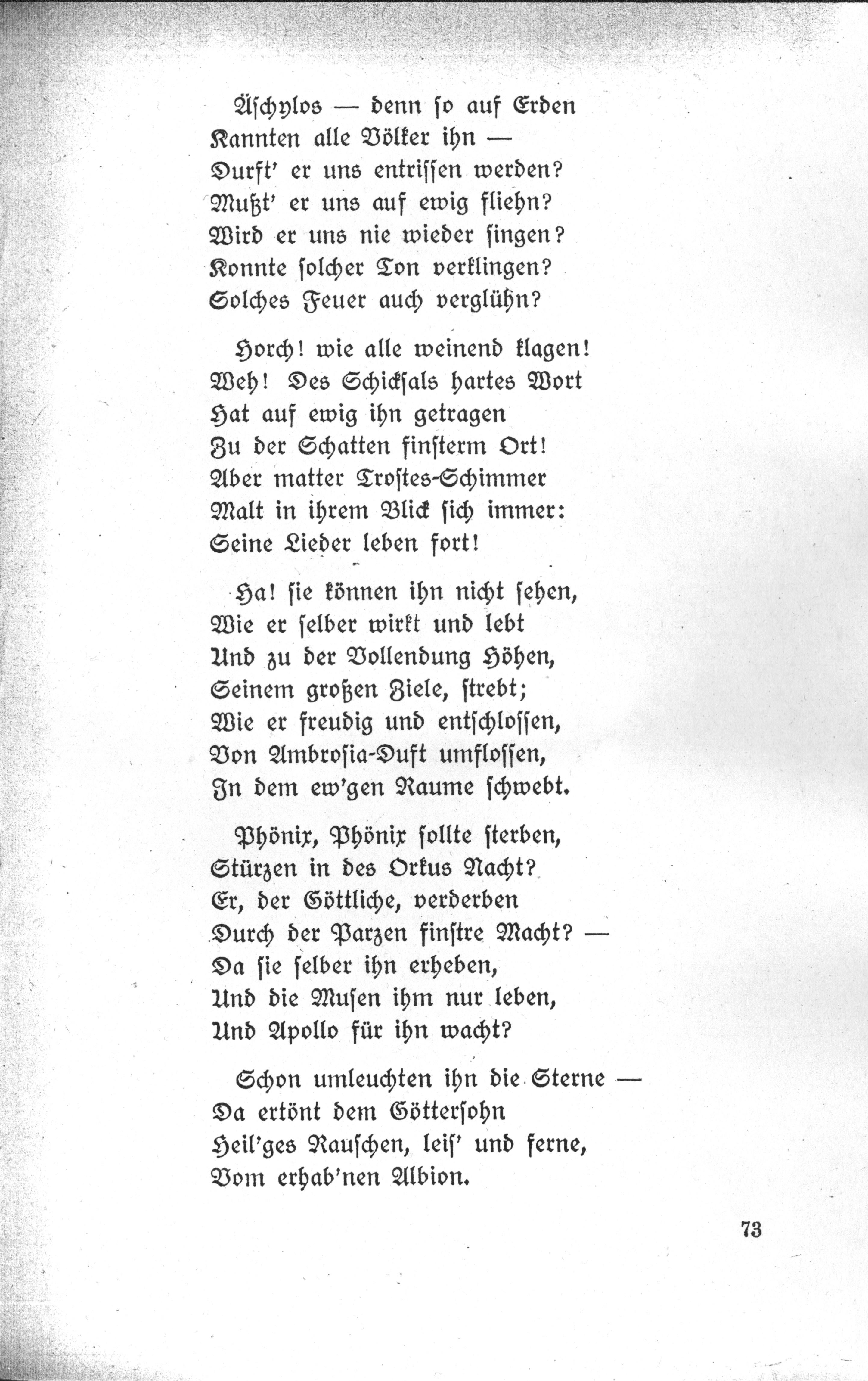
Egy oldal Wer ist Hans auf der Wallfahrt 73 című verséből

- König Ottokars Glück und Ende, Aschendorffsche Buchhandlung, Münster, 1903
- Annette von Droste-Hülshoffs Leben und Werke, Leipzig, 1904
- Zur Fastrada-Sage. megjelent: Zeitschrift des Aachener Geschichtsvereins, 31/1909
- Dichtergrüße an Annette von Droste, Mönchengladbach, 1923
- Kurgäste in Bad Aachen 1756–1818. Nach den Kurlisten und andern Quellen. Festgabe der Stadt Aachen an den 41. Balneologen-Kongress in Bad Aachen 6.–11. April 1926, Aachen, 1926
- Werner von Harthausen und sein Verwandtenkreis als Romantiker. Mit unveröffentlichten Porträts, Aichach, 1927
- Gedichte, Leipzig, 1930
- Annette von Droste-Hülshoffs sämtliche Werke in sechs Teilen, Leipzig um, 1933

## Fordítás
- Ez a szócikk részben vagy egészben  az   Eduard Arens című német Wikipédia-szócikk ezen változatának fordításán alapul.  Az eredeti cikk szerkesztőit annak laptörténete sorolja fel. Ez a jelzés csupán a megfogalmazás eredetét és a szerzői jogokat jelzi, nem szolgál a cikkben szereplő információk forrásmegjelöléseként.